# Pitcairnia integrifolia
Pitcairnia integrifolia là một loài thực vật có hoa trong họ Bromeliaceae. Loài này được Ker Gawl. miêu tả khoa học đầu tiên năm 1812.